# وینچنزو لانچیا
وینچنزو لانچیا، (به ایتالیایی: Vincenzo Lancia) (زاده ۲۴ اوت ۱۸۸۱ - درگذشته ۱۵ فوریه ۱۹۳۷) کارآفرین، صنعتگر و خلبان ایتالیایی بود، که در سال ۱۹۰۶ شرکت خودروسازی لانچیا را تأسیس نمود.
شرکت لانچیا در سال ۱۹۶۹ توسط کمپانی فیات خریداری شد. امروزه محصولات لانچیا به‌عنوان خودروهای لوکس و گران‌قیمت شناخته می‌شوند.